# ユ・ヨンソク
ユ・ヨンソク（韓: 유 연석、漢: 柳 演錫、英: Yoo Yeon-seok、1984年4月11日 - ）は、大韓民国の俳優。
ソウル特別市出身。身長183cm、体重73kg、血液型A型。キングコング by STARSHIP所属。世宗大学校映画芸術学科学士課程卒業、世宗大学校大学院演技芸術学科修士課程修了。

## 生い立ち
1984年4月11日にソウル特別市で生まれる。父親が慶尚大学校（現・慶尚国立大学校）の教授になったことで、6歳の時に慶尚南道晋州市へ引っ越す。
初めて演技に惹かれたのは小学生の頃、学芸会での演劇舞台で親や他の生徒から大きな拍手を受けたときのことだと語り、それが本人にとって深く印象に残っていた。
高校二年生の時、俳優を目指そうと決意し、大学進学のために浪人しながら勉強していた兄の後を追ってソウル特別市に渡り、三成洞の近くで兄と共に暮らしていた。
高校時代に通っていた演技学院で俳優のクラスを受けていた時、映画監督であるパク・チャヌクのもとで後に衣装スタッフとして働くことになる女性と知り合った。その女性はユ・ヨンソクがユ・ジテに容姿が似ていたことを思い出し、映画のオーディションを受けるように連絡してきた。結果、2003年に公開された映画『オールド・ボーイ』でユ・ジテが演じるイ・ウジンの高校時代の役で俳優デビューを果たした。
2005年より空軍で兵役を務め、2年3か月の期間満了をもって2007年に除隊。その後、2008年に「ユ・ヨンソク」という芸名で『総合病院2』から俳優活動を再開した。

## 芸名について
本名「アン・ヨンソク (안연석)」は朝鮮語で発音する際、「アニョンソク (아년석)」になってしまう。
芸名で名前を変えるにしても「ヨンソク」という名前が彼自身に似合っており、全て変更するのは嫌だった。
そこで事務所の提案により苗字のみを変えることにした。
まず、母の旧姓を使い、「チョ・ヨンソク (朝鮮語で『助演席』を意味する)」という芸名を考えたが、映画のセットなどで座る席にいつも「チョヨンソク (助演席)」と書かれてしまうのは悔しかった。それならば「チュヨンソク (朝鮮語で『主演席』を意味する)」にしたらどうかと考えたが、主演でない場合も「チュヨンソク (主演席)」と書かれた席に座るのは変な感じになってしまう。
最終的に『俳優は柔軟でなければならない』という考えのもと、「ユヨン (朝鮮語で『柔軟』を意味する)」という言葉を使い、「ユ・ヨンソク」という芸名にすることにした。

## 人物
- シッケが大好き。趣味は野球、水泳、DIY、料理、ワイン、カメラ、園芸、釣りなど。
- 特技はテコンドー、ピアノ、ボクシングなど。
- タバコは吸わず、お酒もあまり飲まない。
- ボランティア活動や保護犬に強く関心を持ち、ユ・ヨンソク自身も保護犬を8年間飼っていた。
- 2014年に出版したフォトエッセイ『ユ・ヨンソクのDREAM』はアフリカで奉仕活動をしながら見て感じてことを盛り込んだものであり、本の販売収益金はエチオピアの子供たちのために全額寄付している。
- 『応答せよ1994』で共演してから親交のあるソン・ホジュンとコーヒーカーで寄付を募っていたことを起点に始まったバラエティー番組『コーヒーフレンズ』。収益金は障害を持つ子供の支援金として全額寄付された。[5]
- 兵役に就く際、大学二年生の頃から交際中だった当時の彼女の家が空軍の基地に近く、その彼女に勧められたこともあり空軍への配属を希望した。希望通り空軍に配属されたが、彼が送った手紙の返事はしばらく届くことは無かった。そして、やっと届いた彼女からの手紙は別れを告げる内容のものであった。それから彼は失恋の痛みを癒すために兵役期間中にキリスト教・カトリックを信仰するようになり、現在も続いている。(洗礼名: アンセルモ〈안셀모〉)
- カメラと写真が大好きで、空軍での兵役中、父にライカM3をプレゼントされて以降、数多くのカメラを所有しており、ライカ製品の熱心なコレクターである。
- 『応答せよ1994』『花より青春　ラオス編』で共演したソン・ホジュン、バロ (チャ・ソヌ)らと深く親交があり、2019年に開催されたバロのファンミーティングにてユ・ヨンソクとソン・ホジュンがサプライズで登場し、兵役を目前に控えたバロに訓練所で必要なものをプレゼントした。[6]
- EXOのメンバー・セフンとバラエティー番組『犯人はお前だ！』に共演し、ユ・ヨンソクとセフンの顔が似ていること話題になる。この共演をきっかけに二人は親交を持つようになった。[7]
- 2020年12月、発達障害を持つ青年たちのために5000万ウォン（約500万円）をプルメ財団を通して寄付した。[8]
- 『賢い医師生活』のシーズン2を撮影中、バリスタの資格を勉強し、その後資格を取得した。[9]

## 来歴

### 2008–2012: 活動の始まり
俳優活動を休止していたユ・ヨンソクは、医療ドラマ『総合病院2』で活動を再開した。
ホラーミステリー『紅の魂～私の中のあなた～』では傲慢な生徒会長ペク・チュンチャン役を演じ、『深夜病院』『おいしい人生』などに出演した。
映画『短い記憶』で子供を探している繊細な元カレ役を演じ、最高の評価を獲得した。
その後すぐ、大ヒットしたメロドラマ『建築学概論』でお金持ちで甘やかされて育った坊ちゃんで大学の先輩役で有名になり、『私のオオカミ少年』などで注目を受ける。
さらにコメディー映画『全国のど自慢 (原題)』やファンタジーシリーズ『九家の書～千年に一度の恋～』で知名度を上げた。

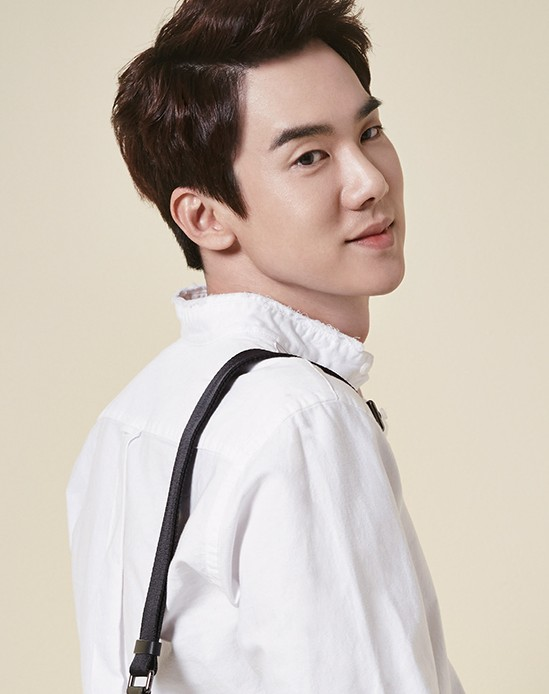
2015年3月撮影

### 2013–現在: 人気の高まり
ユ・ヨンソクは2013年後半にノスタルジックなキャンパスドラマ『応答せよ1994』で野球の天才で好青年のチルボン役を演じ、一気に人気を博した。
そして大ブレイクした年に続き、2014年、悪名高いバイオテクノロジー研究者ファン・ウソクを描いた『提報者 ＥＳ細胞捏造事件』、朝鮮時代劇『尚衣院 －サンイウォン－』の二本の話題作に出演した。その後、旅行リアリティ番組『花より青春　ラオス編』に出演。
2015年、ユ・ヨンソクはホン姉妹が脚本を務める済州島を舞台にしたロマンティックコメディーシリーズ『幸せのレシピ～愛言葉はメンドロントット（こころに陽があたるまで）』でオーナーシェフ役として初主演を務めた。また、スリラー映画『隠密な計画』（『わらの女』のリメイク作品）や『ビューティー・インサイド』に出演。
同年、舞台『壁抜け男』で主人公を演じ、これがプロデビュー後、初となる舞台ミュージカルである。
2016年、『愛を歌う花』でキム・ユヌ役、『その日の雰囲気』で主演を務める。その後、ハン・ソッキュ、ソ・ヒョンジンと共演した医療ドラマ『浪漫ドクター キム・サブ』に出演。
同年、日本で「ユ・ヨンソク 1st Japan Fan Meeting～幸せのレシピ～」と題したファンミーティングが行われた。
2018年、キム・ウンスクが脚本を手掛けた時代劇ロマンスドラマ『ミスター・サンシャイン』でク・ドンメ役を演じる。
同年、デビュー15周年を記念して「All About YOO」と題したファンミーティングを開催した。
なお、日本では「ユ・ヨンソク ファンミーティング2018～時間旅行(たいむとらべる)～」と題したファンミーティングが行われた。
その後、ミュージカル『紳士のための愛と殺人の手引き』に出演。
2020年、『賢い医師生活』に小児外科医アン・ジョンウォン役で出演。この際、ドラムは基本的なビートのみを演奏できる状態だったが猛特訓して習得した。
同年8月14日、所属事務所キングコング by STARSHIPの俳優ら5名でTikTokにて「TikTok Stage with Men and Mission」と題したグローバルファンミーティングが行われた。
韓国でミュージカル「ウェルテルの恋(20周年記念公演)」にウェルテル役で出演。
2021年2月、YouTubeでチャンネル「ユ・ヨンソクの『週末ヨンソク劇』」 (原チャンネル名: 유연석의 '주말연석극')を開設。毎週土曜日更新予定。

## 出演

### 映画
| 年   | タイトル                                                          | 役               | ノート                                                | 脚注          |
| ---- | ----------------------------------------------------------------- | ---------------- | ----------------------------------------------------- | ------------- |
| 2003 | オールド・ボーイ 올드 보이                                        | 高校時代のウジン | クレジット名：アン・ヨンソク                          |               |
| 2009 | 黄金時代 (原題訳) 황금시대                                        | 男性             | 日本未公開 オムニバス作品、segment 5 ＜のこぎり＞出演 |               |
| 2011 | 短い記憶 혜화,동                                                  | キム・ハンス     |                                                       | [ 41 ] [ 42 ] |
| 2012 | 18歳、19歳 열여덟,열아홉                                          | イ・ホヤ         |                                                       | [ 43 ]        |
| 2012 | 建築学概論 건축학개론                                             | チェウク         |                                                       | [ 44 ]        |
| 2012 | 二度の結婚式と一度の葬式 (原題訳) 두 번의 결혼식과 한 번의 장례식 | ソクの弟         | 日本未公開 特別出演                                   | [ 45 ]        |
| 2012 | ホラー・ストーリーズ 무서운 이야기                                | 連続殺人魔       | オムニバス作品、部分出演                              | [ 46 ]        |
| 2012 | 私のオオカミ少年 늑대소년                                         | ジテ             |                                                       | [ 47 ] [ 48 ] |
| 2013 | 全国のど自慢 (原題訳) 전국노래자랑                                | キム・ドンス     | 日本未公開                                            | [ 49 ]        |
| 2013 | ファイ 悪魔に育てられた少年 화이: 괴물을 삼킨 아이                | パク・チウォン   |                                                       | [ 50 ]        |
| 2014 | 提報者 ES細胞捏造事件 제보자                                      | シム・ミノ       |                                                       | [ 51 ] [ 52 ] |
| 2014 | 尚衣院 -サンイウォン- 상의원                                      | 王               |                                                       | [ 53 ]        |
| 2015 | 隠密な計画 은밀한 유혹                                            | キム・ソンヨル   |                                                       | [ 54 ]        |
| 2015 | ビューティー・インサイド 뷰티 인사이드                            | キム・ウジン     | キム・ウジンとして映画全体のナレーションも担当        | [ 55 ]        |
| 2016 | 愛を歌う花 해어화                                                 | キム・ユヌ       |                                                       | [ 56 ]        |
| 2016 | その日の雰囲気 그날의 분위기                                      | キム・ジェヒョン |                                                       | [ 57 ]        |
| 2016 | 春の夢 춘몽                                                       | オートバイ男     | 特別出演                                              | [ 58 ]        |
| 2020 | スティール・レイン 강철비2: 정상회담                              | チョ・ソンサ     |                                                       | [ 59 ]        |
| 2021 | ニューイヤー・ブルース 새해전야                                   | ジェホン         |                                                       | [ 60 ]        |
| 2021 | バニシング:未解決事件 Vanishing (韓国題: 고요한 아침)             | パク・ジンホ     | 韓国・フランスの合作映画                              | [ 61 ] [ 62 ] |
| 未定 | 子犬 (原題訳) 멍뭉이                                              | ミンス           |                                                       | [ 63 ]        |

### ドラマ
| 年        | タイトル                                                                      | 役                   | 放送局  | ノート | 脚注          |        |
| --------- | ----------------------------------------------------------------------------- | -------------------- | ------- | --- | ------------- | ------ |
| 2008-2009 | 総合病院2 종합병원 2                                                          | ホ・ウジン           | MBC     | | [ 64 ]        |        |
| 2008      | 新・別巡検-最期の導き- 조선과학수사대 별순검 시즌 2                           | ヴィクティムの夫     | MBC     | | [ 要出典 ]    |        |
| 2009      | MY DREAM～マイドリーム～ 드림                                                 | ノ・チョルジュン     | SBS     | | [ 65 ]        |        |
| 2009      | 紅の魂～私の中のあなた～ 혼                                                   | ペク・チュンチャン   | MBC     | | [ 66 ] [ 67 ] |        |
| 2010      | ランニング〜夢のその先に〜 런닝,구                                            | ホ・ジマン           | MBC     | |               |        |
| 2010-2011 | かぼちゃの花の純情 호박꽃 순정                                                | オ・ヒョジュン       | SBS     | | [ 68 ]        |        |
| 2011      | 深夜病院～傷だらけの復讐～ 심야병원                                           | ユン・サンホ         | MBC     | | [ 66 ] [ 67 ] |        |
| 2011-2012 | 千回のキス 천번의 입맞춤                                                      | ヒョンス             | MBC     | |               |        |
| 2012      | おいしい人生 맛있는 인생                                                      | チェ・ジェヒョク     | SBS     | | [ 69 ]        |        |
| 2012      | お母さんが何だって 엄마가 뭐길래                                              | キム・ヨンソク       | MBC     | | [ 70 ]        |        |
| 2013      | 九家の書～千年に一度の恋～ 구가의 서                                          | パク・テソ           | MBC     | | [ 71 ] [ 72 ] |        |
| 2013      | 応答せよ1994 응답하라 1994                                                    | チルボン             | tvN     | | [ 73 ]        |        |
| 2015      | 幸せのレシピ～愛言葉はメンドロントット （こころに陽があたるまで） 맨도롱 또똣 | ペク・ゴヌ           | MBC     | Netflixに限り「こころに陽があたるまで」という題名で配信しており、「幸せのレシピ～愛言葉はメンドロントット」とは一部異なった編集・日本語字幕のバージョンになっている | [ 74 ]        |        |
| 2015      | ミセス・コップ 미세스 캅                                                      | チョ・ヨンウ         | SBS     | 特別出演, エピソード 16 | [ 75 ]        |        |
| 2016-2017 | 浪漫ドクター キム・サブ 낭만닥터 김사부                                       | カン・ドンジュ       | SBS     | | [ 76 ]        |        |
| 2018      | ミスター・サンシャイン 미스터 션샤인                                          | ク・ドンメ           | tvN     | | [ 77 ]        |        |
| 2020-2021 | 賢い医師生活 슬기로운 의사생활                                                | アン・ジョンウォン   | tvN     | | [ 78 ]        |        |
| 2022      | 愛と、利と 사랑의 이해                                                        | ハ・サンス           | JTBC    | |               |        |
| 2022      | ナルコの神 수리남                                                             | デイヴィッド・パーク | Netflix | |               | [ 79 ] |
| 2023      | 運の悪い日 운수 오진 날                                                       | クム・ヒョクス       | tvN     | |               |        |
| 2024      | その電話が鳴るとき 지금 거신 전화는                                           | ペク・サオン         | MBC     | |               |        |

### バラエティー番組
| 年        | タイトル                                                                     | 放送局  | 出演形態           | 出演エピソード                    | 脚注          |
| --------- | ---------------------------------------------------------------------------- | ------- | ------------------ | --------------------------------- | ------------- |
| 2013      | 強心臓 강심장                                                                | SBS     | ゲスト             | 137話,138話,163話,164話           |               |
| 2013      | 化身：心を支配する者 (原題訳) 화신 - 마음을 지배하는 자                      | SBS     | ゲスト             | 10話,11話                         |               |
| 2014      | 現場トークショータクシー 현장토크쇼 TAXI                                     | tvN     | ゲスト             | 319話                             |               |
| 2014      | 本格芸能真夜中 (原題訳) 본격연예 한밤                                        | SBS     | ゲスト             | 2014年1月15日、同年1月29日放送話  |               |
| 2014      | 歌で応答せよ1994 (原題訳) 노래로 응답하라 1994                               | tvN     | メイン             | 単発番組                          |               |
| 2014      | 花より青春 ラオス編 꽃보다 청춘                                              | tvN     | レギュラー         | 全5話                             | [ 80 ] [ 81 ] |
| 2014      | ヒーリングキャンプ 힐링캠프-기쁘지아니한가                                   | SBS     | ゲスト             | 152話                             |               |
| 2015      | 芸能街中継 연예가중계                                                        | KBS2    | ゲスト             |                                   |               |
| 2016      | 冷蔵庫をよろしく 냉장고를부탁해                                              | JTBC    | ゲスト             | 60話,61話                         |               |
| 2016      | WE KID (原題訳) 위키드                                                       | Mnet    | レギュラー         | 全8話                             | [ 82 ]        |
| 2016-2017 | 本格芸能真夜中 (原題訳) 본격연예 한밤                                        | SBS     | ゲスト             | 『浪漫ドクター キム・サブ』の宣伝 |               |
| 2017      | ハッピートゥゲザー 해피투게더                                                | KBS2    | ゲスト             | 515話                             | [ 83 ]        |
| 2017      | パク・ジニョンのPARTY PEOPLE 박진영의파티피플                                | SBS     | ゲスト             | 7話                               | [ 84 ]        |
| 2018      | 犯人はお前だ! 범인은바로너                                                   | Netflix | ゲスト             | 1話,8話,9話                       | [ 85 ]        |
| 2018      | 人生酒場 인생술집                                                            | tvN     | ゲスト             | 96話,97話                         | [ 86 ]        |
| 2019      | コーヒーフレンズ 커피프렌즈                                                  | tvN     | レギュラー         | 全10話                            | [ 87 ]        |
| 2020      | 全知的おせっかい視点 (原題訳) 전지적 참견 시점                               | MBC     | ゲスト             | 114話                             | [ 88 ]        |
| 2020      | 海路先発隊 (原題訳) 바닷길선발대                                             | tvN     | ゲスト             | 6話,7話                           | [ 89 ]        |
| 2020      | ランニングマン 런닝맨                                                        | SBS     | ゲスト             | 535話                             | [ 90 ]        |
| 2021      | ドキュメンタリープライム ポストコロナ (原題訳) 《다큐프라임》포스트 코로나   | EBS     | 進行＆ナレーション | 全6部                             | [ 91 ]        |
| 2021      | 賢いキャンピング生活 (原題訳) 슬기로운캠핑생활                               | YouTube | レギュラー         |                                   | [ 92 ] [ 93 ] |
| 2021      | 出張十五夜 (原題訳) 출장 십오야                                              | tvN     | ゲスト             |                                   |               |
| 2021      | 賢いキャンピング生活 (原題訳) 슬기로운캠핑생활                               | tvN     | メイン             |                                   |               |
| 2021      | 賢い医師生活シーズン2 ハードトリ (原題訳) 슬기로운 의사생활 시즌2 : 하드털이 | tvN     | メイン             |                                   |               |
| 2021      | 賢い山村生活 슬기로운 산촌생활                                               | tvN     | レギュラー         | 全9回                             | [ 94 ] [ 95 ] |

### 舞台
| 年        | タイトル                                                    | 役                 | 脚注    |
| --------- | ----------------------------------------------------------- | ------------------ | ------- |
| 2008      | セチュアンの善人 세추안의 착한 사람                         |                    |         |
| 2009      | 幽霊を待ちながら 유령을 기다리며                            |                    |         |
| 2015-2016 | 壁抜け男 벽을 뚫는 남자                                     | デュティユル       | [ 96 ]  |
| 2017      | ヘドウィグ・アンド・アングリーインチ 헤드윅                 | ヘドウィグ         | [ 97 ]  |
| 2018-2019 | 紳士のための愛と殺人の手引き 젠틀맨스 가이드: 사랑과 살인편 | モンティ・ナヴァロ | [ 98 ]  |
| 2020      | ウェルテルの恋 (20周年記念公演) 베르테르                    | ウェルテル         | [ 99 ]  |
| 2021-2022 | 紳士のための愛と殺人の手引き 젠틀맨스 가이드: 사랑과 살인편 | モンティ・ナヴァロ | [ 100 ] |

### MV
| 年   | アーティスト                             | タイトル                      | 脚注    |
| ---- | ---------------------------------------- | ----------------------------- | ------- |
| 2008 | ユン・ジョンシン                         | 내일 할 일                    |         |
| 2013 | ユン・ジョンシン                         | 내일 할 일 (with 성시경)      |         |
| 2013 | Honey G (허니지)                         | 바보야                        | [ 101 ] |
| 2013 | ヒョリン                                 | 너밖에 몰라                   | [ 102 ] |
| 2013 | ソン・ホジュン、ユ・ヨンソク、チョン・ウ | 너만을 느끼며                 | [ 103 ] |
| 2014 | TOY (토이)                               | 세 사람                       | [ 104 ] |
| 2015 | StandingEgg                              | 예뻐서 그래                   | [ 105 ] |
| 2018 | K.Will (케이윌)                          | 그땐 그댄                     | [ 106 ] |
| 2020 | キュヒョン                               | 내 마음을 누르는 일 (Daystar) | [ 107 ] |

### 授賞式
| 年   | 授賞式                  | ノート       | 脚注            |
| ---- | ----------------------- | ------------ | --------------- |
| 2018 | 第39回青龍映画賞        | 司会         | [ 108 ]         |
| 2019 | 第40回青龍映画賞        | 司会         | [ 109 ]         |
| 2020 | Mnet ASIAN MUSIC AWARDS | プレゼンター | [ 110 ]         |
| 2021 | 第30回ソウル歌謡大賞    | プレゼンター | [ 111 ]         |
| 2021 | 第41回青龍映画賞        | 司会         | [ 112 ] [ 113 ] |
| 2021 | 第42回青龍映画賞        | 司会         | [ 114 ]         |

## 広告
| 年          | 企業                                                | 製品                                                                         | 種類                                 |
| ----------- | --------------------------------------------------- | ---------------------------------------------------------------------------- | ------------------------------------ |
| 2008        | 同和薬品 동화약품                                   | カス活命水                                                                   | 消化剤                               |
| 2008        | ハナ金融グループ 하나금융그룹                       | 外国為替カード                                                               | 金融                                 |
| 2009        | サムスン電子 삼성전자                               | エニーコール                                                                 | 携帯電話                             |
| 2009        | 錦湖アシアナグループ 금호아시아나그룹               | 錦湖アシアナ                                                                 | 企業広告                             |
| 2009        | 株式会社KT KT                                       | クックエンショ                                                               | 通信キャリア                         |
| 2010        | 東西(トンソ)食品 동서식품                           | マキシムコーヒー                                                             | コーヒー                             |
| 2011        | 株式会社KT KT                                       | 「4G LTE」編、「TVスカイライフ」編、「短気な韓国人」編、「フェアプライス」編 | 通信キャリア                         |
| 2013        | ロッテ七星飲料 롯데칠성음료                         | ホットシックス                                                               | 飲料                                 |
| 2013        | ウィメプ(Wemakeprice) (주)위메프                    | Wemakeprice × 応答せよ1994 (フッテージ広告)                                  | ソーシャルコマースアプリ             |
| 2014        | CJフードビル CJ 푸드빌                              | VIPS × 応答せよステーキ (フッテージ広告)                                     | ファミリーレストラン                 |
| 2014        | エルオッケー有限会社 엘오케이(유)                   | クラリソニック                                                               | ビューティーデバイスブランド         |
| 2014        | アモーレパシフィック 아모레퍼시픽                   | メディアン (歯磨き粉)                                                        | デンタルケア                         |
| 2014        | 柳韓キンバリー 유한킴벌리                           | GOODFEEL                                                                     | 生理用ナプキン                       |
| 2014        | 株式会社エムケートレンド (주)엠케이트렌드           | ANDEW                                                                        | カジュアル衣料品                     |
| 2014        | YOUNGONE OUTDOOR 영원아웃도어                       | ノースフェイスホワイトレーベル                                               | アウトドア衣料品                     |
| 2014        | 毎日乳業 매일유업                                   | カフェラテ (緑茶ラテ、チョコレートラテ)                                      | コーヒー飲料                         |
| 2014        | サムスンカード 삼성카드                             | サムスンカード 身軽プロジェクト                                              | クレジットカード                     |
| 2014        | エバーランド 에버랜드                               | エバーランド LOVE PIC プロジェクト                                           | 遊園地                               |
| 2014 - 2016 | アーノルドパーマー (주)아놀드파마                   | アーノルドパーマー                                                           | ゴルフウェア                         |
| 2014 - 2016 | イン・ザ・エフ 인디에프                             | Trugen                                                                       | スーツ                               |
| 2015        | 株式会社バンバンアパレル (주)뱅뱅어패럴             | BANGBANG                                                                     | 衣類                                 |
| 2015        | サムスン物産 ファッション部門 삼성물산 패션부문     | BEANPOLEアクセサリー                                                         | 男性向けバッグ                       |
| 2015        | 農心 농심                                           | チャワン                                                                     | ラーメン (袋麺)                      |
| 2016        | サムスン電子 삼성전자                               | ギャラクシーS7 Day & Night in 済州                                           | 携帯電話                             |
| 2016        | デルタ航空 델타항공                                 | デルタ航空                                                                   | 航空会社                             |
| 2017        | 牛乳チェックオフ資金管理委員会 우유자조금관리위원회 | 国産牛乳の消費促進キャンペーン                                               | 乳製品 (公共広告)                    |
| 2018 - 2019 | HWASEUNG 화승                                       | ルカプ                                                                       | スポーツウェア                       |
| 2018 - 2019 | 株式会社ジョブコリア (주) 잡코리아                  | ジョブコリア                                                                 | オンラインリクルーティング情報提供業 |
| 2018 - 2020 | ハンセエムケー株式会社 한세엠케이(주)               | LPGAゴルフウェア                                                             | ゴルフウェア                         |
| 2019        | 韓国大塚製薬 한국오츠카제약                         | ウルオス                                                                     | 男性化粧品                           |
| 2019        | ロッテ製菓 롯데제과                                 | ドリームカカオ                                                               | チョコレート                         |
| 2019        | 株式会社MetaFormula (주)메타포뮬러                  | MetaFormula                                                                  | 栄養剤                               |
| 2019        | 株式会社GN Food (주)지앤푸드                        | Goodneピザ                                                                   | ピザ                                 |
| 2020        | GSリテール GS리테일                                 | カフェ25                                                                     | コーヒー                             |
| 2020        | 株式会社セロデイナイン (주)세러데이나인             | ドクターシード                                                               | シャンプー                           |
| 2020        | LGエレクトロニクス LG전자                           | LG オブジェコレクション                                                      | 家電製品                             |
| 2020        | 文化体育観光部 문화체육관광부                       | 大切な文化キャンペーン                                                       | 公共広告                             |
| 2020 - 2021 | CJ第一製糖 CJ제일제당                               | スパム                                                                       | 加工食品                             |
| 2020 - 2021 | CJオーショッピング CJ오쇼핑                         | エディーバウアー                                                             | アウトドア衣料品                     |
| 2020 - 2021 | 株式会社原語ボール (주)원어공                       | 原語ボール                                                                   | 英語教育サービス                     |
| 2021        | EYOUGAME 이유게임                                   | 天上に飛び上がる                                                             | ソーシャルゲーム                     |
| 2021        | ロッテ七星飲料 롯데칠성음료                         | カンタータコントラバス                                                       | コーヒー飲料                         |
| 2021        | TAG Heuer                                           | タグ・ホイヤー                                                               | 時計                                 |
| 2021        | ロッテ製菓 롯데제과                                 | ロッテヘルスウォン                                                           | 健康機能食品                         |

## 受賞歴
| 年   | 授賞式                          | 部門                                 | 受賞作品                               | 脚注    |
| ---- | ------------------------------- | ------------------------------------ | -------------------------------------- | ------- |
| 2013 | 第8回A-Awards                   | Modern Gentleman部門                 | 応答せよ1994                           | [ 115 ] |
| 2014 | 第7回STYLE ICON AWARDS          | 本賞                                 |                                        | [ 116 ] |
| 2015 | MBC演技大賞                     | 10大スター賞                         | 幸せのレシピ～愛言葉はメンドロントット | [ 117 ] |
| 2015 | 第35回黄金撮影賞                | 新人男優賞                           | 尚衣院 －サンイウォン－                |         |
| 2016 | 韓国映画を輝かせたスター賞      | 韓国映画を輝かせた人気俳優賞         | その日の雰囲気                         | [ 118 ] |
| 2016 | SBS演技大賞                     | ジャンルドラマ部門 男優優秀演技賞    | 浪漫ドクター キム・サブ                | [ 119 ] |
| 2016 | SBS演技大賞                     | ベストカップル賞(＆ソン・ヒョンジン) | 浪漫ドクター キム・サブ                | [ 119 ] |
| 2016 | SBS演技大賞                     | アイドルアカデミー賞 - キス職人賞    | 浪漫ドクター キム・サブ                | [ 120 ] |
| 2018 | 第2回ザ・ソウルアワーズ         | ドラマ部門助演男優賞                 | ミスター・サンシャイン                 | [ 121 ] |
| 2018 | 第3回アジアアーティストアワード | 俳優部門ベストアクター賞             | ミスター・サンシャイン                 | [ 122 ] |
| 2018 | 第3回アジアアーティストアワード | 俳優部門今年のアーティスト賞         | ミスター・サンシャイン                 | [ 122 ] |

## 書籍
| 年   | タイトル            | 原題           | 出版      | ISBN          |
| ---- | ------------------- | -------------- | --------- | ------------- |
| 2014 | ユ・ヨンソクのDREAM | 유연석의 DREAM | Paperbook | 9788997148387 |

## ファンミーティング

### 韓国
| 年   | 月日    | タイトル                            | 会場                             | 主催                     | 脚注    |
| ---- | ------- | ----------------------------------- | -------------------------------- | ------------------------ | ------- |
| 2014 | 7月27日 | 2014유연석의 1st STORY              | ソウル・ソウォルアートホール     | キングコング by STARSHIP | [ 123 ] |
| 2017 | 4月1日  | 2017 유연석 팬미팅 〈ONE FINE DAY〉 | ソウル・梨花女子大サムスンホール | キングコング by STARSHIP | [ 124 ] |
| 2018 | 10月9日 | All about YOO                       | ソウル・延世大学大講堂           | キングコング by STARSHIP | [ 125 ] |

### 日本
| 年   | 月日    | タイトル                                                        | 会場                     | 主催           | 脚注    |
| ---- | ------- | --------------------------------------------------------------- | ------------------------ | -------------- | ------- |
| 2016 | 6月18日 | ユ・ヨンソク 1st Japan Fan Meeting～幸せのレシピ～              | 東京・玉川区民会館       | 有限会社MENTOR | [ 126 ] |
| 2017 | 6月23日 | ユ・ヨンソクファンミーティング２０１７～One Fine Day～          | 東京・なかのZERO小ホール | 有限会社MENTOR | [ 127 ] |
| 2018 | 11月2日 | ユ・ヨンソク ファンミーティング2018～時間旅行(たいむとらべる)～ | 東京・IMAホール          | 有限会社MENTOR | [ 128 ] |

### オンライン
| 年   | 月日    | タイトル                          | 会場           | 主催                     | 脚注    |
| ---- | ------- | --------------------------------- | -------------- | ------------------------ | ------- |
| 2020 | 8月14日 | TikTok Stage with Men and Mission | TikTokステージ | キングコング by STARSHIP | [ 129 ] |